# Marcel Loncle
Marcel Loncle (Saint-Malo, 5 gennaio 1936) è un ex calciatore francese, di ruolo centrocampista.

## Carriera

### Nazionale
Venne convocato nella Nazionale olimpica di calcio della Francia, per disputare le XVII Olimpiadi. Con i blues ottenne il secondo posto del girone D della fase a gruppi.
Ha collezionato due presenze con la propria Nazionale.

## Statistiche

### Cronologia presenze e reti nella Nazionale Olimpica
| Cronologia completa delle presenze e delle reti in nazionale ― Francia Olimpica | Cronologia completa delle presenze e delle reti in nazionale ― Francia Olimpica | Cronologia completa delle presenze e delle reti in nazionale ― Francia Olimpica | Cronologia completa delle presenze e delle reti in nazionale ― Francia Olimpica | Cronologia completa delle presenze e delle reti in nazionale ― Francia Olimpica | Cronologia completa delle presenze e delle reti in nazionale ― Francia Olimpica | Cronologia completa delle presenze e delle reti in nazionale ― Francia Olimpica | Cronologia completa delle presenze e delle reti in nazionale ― Francia Olimpica |
| Data                                                                            | Città                                                                           | In casa                                                                         | Risultato                                                                       | Ospiti                                                                          | Competizione                                                                    | Reti                                                                            | Note                                                                            |
| ------------------------------------------------------------------------------- | ------------------------------------------------------------------------------- | ------------------------------------------------------------------------------- | ------------------------------------------------------------------------------- | ------------------------------------------------------------------------------- | ------------------------------------------------------------------------------- | ------------------------------------------------------------------------------- | ------------------------------------------------------------------------------- |
| 26-8-1960                                                                       | Firenze                                                                         | Francia olimpica                                                                | 2 – 1                                                                           | Perù olimpica                                                                   | Olimpiadi 1960                                                                  | -                                                                               |                                                                                 |
| 1-9-1960                                                                        | Roma                                                                            | Ungheria olimpica                                                               | 7 – 0                                                                           | Francia olimpica                                                                | Olimpiadi 1960                                                                  | -                                                                               |                                                                                 |
| Totale                                                                          |                                                                                 | Presenze                                                                        | 2                                                                               |                                                                                 | Reti                                                                            | 0                                                                               |                                                                                 |

### Cronologia presenze e reti in Nazionale
| Cronologia completa delle presenze e delle reti in nazionale ― Francia | Cronologia completa delle presenze e delle reti in nazionale ― Francia | Cronologia completa delle presenze e delle reti in nazionale ― Francia | Cronologia completa delle presenze e delle reti in nazionale ― Francia | Cronologia completa delle presenze e delle reti in nazionale ― Francia | Cronologia completa delle presenze e delle reti in nazionale ― Francia | Cronologia completa delle presenze e delle reti in nazionale ― Francia | Cronologia completa delle presenze e delle reti in nazionale ― Francia |
| Data                                                                   | Città                                                                  | In casa                                                                | Risultato                                                              | Ospiti                                                                 | Competizione                                                           | Reti                                                                   | Note                                                                   |
| ---------------------------------------------------------------------- | ---------------------------------------------------------------------- | ---------------------------------------------------------------------- | ---------------------------------------------------------------------- | ---------------------------------------------------------------------- | ---------------------------------------------------------------------- | ---------------------------------------------------------------------- | ---------------------------------------------------------------------- |
| 24-3-1965                                                              | Parigi                                                                 | Francia                                                                | 1 – 2                                                                  | Austria                                                                | Amichevole                                                             | -                                                                      |                                                                        |
| 18-4-1965                                                              | Belgrado                                                               | Jugoslavia                                                             | 1 – 0                                                                  | Francia                                                                | Qual. Mondiali 1966                                                    | -                                                                      |                                                                        |
| Totale                                                                 |                                                                        | Presenze                                                               | 2                                                                      |                                                                        | Reti                                                                   | 0                                                                      |                                                                        |

## Palmarès
- Coppa di Francia: 1

Rennes:1964-1965